# Farges-lès-Chalon
Farges-lès-Chalon – miejscowość i gmina we Francji, w regionie Burgundia-Franche-Comté, w departamencie Saona i Loara.
Według danych na rok 1990 gminę zamieszkiwało 531 osób, a gęstość zaludnienia wynosiła 135 osób/km² (wśród 2044 gmin Burgundii Farges-lès-Chalon plasuje się na 434. miejscu pod względem liczby ludności, natomiast pod względem powierzchni na miejscu 1291.).